# Isztar Zawadzki
Isztar Zawadzki (Varsovia, 9 de febrero de 1939-Montreal, 11 de febrero de 2023) fue un meteorólogo canadiense de origen polaco y argentino. Profesor emérito del Departamento de Ciencias Atmosféricas y Oceánicas de la Universidad McGill de Montreal. Se especializó en meteorología radar, una propiedad donde realizó importantes aportes.

## Biografía
El doctor Zawadzki se licenció en Ciencias Físicas por la Universidad de Buenos Aires en 1963, después hizo una maestría (M.Sc en 1968) y un doctorado (PhD. 1972) por la Universidad McGill de Montreal.
Después de sus estudios, ha sido primeramente profesor en la universidad de Quebec en Montreal (UQÀM) durante los años 1970 donde fue director de estudios en ciencias de la atmósfera (1971-1982), después director del departamento de física (1988-1992). Luego profesor en la Universidad McGill hasta finales de los años 2000. En esa universidad, fue director del Observatorio radar J.S. Marshall, donde dirigió a varios estudiantes que publicaron artículos importantes.
El doctor Zawadzki, en 2016, se retiró pasando a ser profesor emérito. Se especializó en radar meteorológico, física de nubes y en previsión inmediata.
Falleció el 11 de febrero de 2023 en el Instituto Neurológico de Montreal, tras sufrir un segundo derrame cerebral.

## Algunas publicaciones
- Chung, K-S., I. Zawadzki, M.K. Yau, L. Fillion, 2009. Short-term forecasting of a midlatitude convective storm by the assimilation of single Doppler radar observations. Mon. Wea. Rev. en prensa.

- Berenguer, M.; I. Zawadzki, 2009. A study of the error covariance matrix of radar rainfall estimates in stratiform rain. Part II: scale dependence. Weather and Forecasting 24, 800-811.

- Lee, Ch. K., G. W. Lee, I. Zawadzki, K. E. Kim, 2008. Spatial Variability of Rain Drop Size Distributions During Stratiform Rain Events. J. App. Met. Clim. 48: 270-283.

- Berenguer, M.; I. Zawadzki, 2008. A study of the error covariance matrix of radar rainfall estimates in stratiform rain. Weather nad Forecasting 23: 1085-1101.

- Heyraud, C., W. Szyrmer, S. Laroche, I. Zawadzki, 2008. Modeling of the melting layer. Part IV: Brightband Bulk Parametrization. J. Atmos. Sci. 65: 1991-2001.

- Bellon, A., Lee, G. W., Kilambi, A., I. Zawadzki, 2007. Real-time comparison of VPR-corrected daily rainfall estimates with gage mesonet. J. of Appl. Meteorology 46: 726-741.

- Hocking, W. K., T. Carey-Smith, D. W. Tarasick, P. S. Argall, K. Strong, Y. Rochon, I. Zawadzki, P. A. Taylor, 2007. Detection of stratospheric ozone intrusions by windprofiler radars. Nature 450: 281-284.

- S. Vasić, Charles A. Lin, Ch. A., Zawadzki, I., Bousquet, O.; Chaumont, D. 2007. Evaluation of Precipitation from Numerical Weather Prediction Models using Values Retrieved from Radars and Satellites. Monthly Weather Review 135: 3750-3766.

- Bousquet, O., Charles A. Lin, Ch. A.; I. Zawadzki, 2006. Analysis of scale dependence of quantitative precipitation forecast verification: A case-study over the Mackenzie river basin. Q. J. Roy. Met. Soc. 132: 2107-2125

## Notoriedad
Al nivel nacional e internacional, el doctor Zawadzki ha sido director del Centro cooperativo de investigación en mesometeorología (McGill-UQAM-SMC) y científico senior del Programa canadiense de investigación en meteorología (Ambiente y Cambio climático de Canadá). El doctor Zawadzki ha recibido:
- 1991, Medalla Patterson por contribución excepcional a la meteorología de Canadá ;
- 1998 Premio del presidente de la Sociedad canadiense de meteorología y de oceanografía;
- 2001, miembro de la Sociedad canadiense de meteorología y de oceanografía;
- 2004, miembro del American Meteorological Society (AMS) ;
- 2007, Premio Remote Sensing del AMS ;
- 2007, miembro de la Academia de las ciencias de Canadá.